# 硬叶兜兰
硬叶兜兰（学名：Paphiopedilum micranthum）为兰科兜兰属下的一个种。